# Szwajcaria na Zimowych Igrzyskach Olimpijskich 1972
Szwajcarię na Zimowych Igrzyskach Olimpijskich 1972 reprezentowało 52 zawodników: 46 mężczyzn i sześć kobiet. Był to jedenasty start reprezentacji Szwajcarii na zimowych igrzyskach olimpijskich.

## Zdobyte medale
| Medal  | Zawodnik                                                    | Dyscyplina            | Konkurencja                  | Rezultat     |
| ------ | ----------------------------------------------------------- | --------------------- | ---------------------------- | ------------ |
| Złoto  | Edy Hubacher, Jean Wicki, Werner Camichel, Hans Leutenegger | Bobsleje              | Czwórki mężczyzn             | 4:43,07 min  |
| Złoto  | Bernhard Russi                                              | Narciarstwo alpejskie | Bieg zjazdowy mężczyzn       | 1:51,43 min  |
| Złoto  | Marie-Theres Nadig                                          | Narciarstwo alpejskie | Bieg zjazdowy kobiet         | 1:36,68 min  |
| Złoto  | Marie-Theres Nadig                                          | Narciarstwo alpejskie | Slalom gigant kobiet         | 1:29,90 min  |
| Srebro | Roland Collombin                                            | Narciarstwo alpejskie | Bieg zjazdowy mężczyzn       | 1:52,07 min  |
| Srebro | Edmund Bruggmann                                            | Narciarstwo alpejskie | Slalom gigant mężczyzn       | 3:10,75 min  |
| Srebro | Walter Steiner                                              | Skoki narciarskie     | Skocznia K-110 indywidualnie | 219,8 pkt    |
| Brąz   | Alfred Kälin, Albert Giger, Alois Kälin, Eduard Hauser      | Biegi narciarskie     | Sztafeta 4 x 10 km mężczyzn  | 2:07:00,06 h |
| Brąz   | Edy Hubacher, Jean Wicki                                    | Bobsleje              | Dwójki mężczyzn              | 4:59,33 min  |
| Brąz   | Werner Mattle                                               | Narciarstwo alpejskie | Slalom gigant mężczyzn       | 3:10,99 min  |

## Skład kadry

### Biegi narciarskie
Mężczyźni
| Zawodnik                                            | Konkurencja        | czas       | Pozycja |
| --------------------------------------------------- | ------------------ | ---------- | ------- |
| Eduard Hauser                                       | Bieg na 15 km      | 46:30,53   | 11.     |
| Albert Giger                                        | Bieg na 15 km      | 46:38,36   | 14.     |
| Alois Kälin                                         | Bieg na 15 km      | 46:50,31   | 17.     |
| Hansueli Kreuzer                                    | Bieg na 15 km      | 48:55,37   | 34.     |
| Alois Kälin                                         | Bieg na 30 km      | 1:38:40,72 | 7.      |
| Eduard Hauser                                       | Bieg na 30 km      | 1:40:14,98 | 14.     |
| Alfred Kälin                                        | Bieg na 30 km      | 1:41:35,34 | 17.     |
| Werner Geeser                                       | Bieg na 30 km      | 1:46:20,36 | 41.     |
| Werner Geeser                                       | Bieg na 50 km      | 2:44:34,13 | 6.      |
| Ulrich Wenger                                       | Bieg na 50 km      | 2:49:35,35 | 14.     |
| Louis Jäggi                                         | Bieg na 50 km      | 2:53:00,78 | 23.     |
| Giuseppe Dermon                                     | Bieg na 50 km      | 2:56:24,21 | 26.     |
| Alfred Kälin Albert Giger Alois Kälin Eduard Hauser | Sztafeta 4 × 10 km | 2:07:00,06 | brąz    |

### Bobsleje
Mężczyźni
| Osada  | Zawodnik                                                 | Konkurencja | Ślizg 1 | Ślizg 2 | Ślizg 3 | Ślizg 4 | Łącznie | Pozycja |
| ------ | -------------------------------------------------------- | ----------- | ------- | ------- | ------- | ------- | ------- | ------- |
| SUI-I  | Jean Wicki Edy Hubacher                                  | Dwójki      | 1:15,61 | 1:15,36 | 1:14,36 | 1:14,00 | 4:59,33 | brąz    |
| SUI-II | Hans Candrian Heinz Schenker                             | Dwójki      | 1:15,89 | 1:16,84 | 1:14,38 | 1:14,33 | 5:01,44 | 7.      |
| SUI-I  | Jean Wicki Hans Leutenegger Werner Camichel Edy Hubacher | Czwórki     | 1:10,71 | 1:11,44 | 1:10,21 | 1:10,71 | 4:43,07 | złoto   |
| SUI-II | Hans Candrian Erwin Juon Gaudenz Beeli Heinz Schenker    | Czwórki     | 1:12,36 | 1:11,89 | 1:10,09 | 1:10,22 | 4:44,56 | 4.      |

### Hokej na lodzie
Reprezentacja mężczyzn
| - Gérard Rigolet - Alfio Molina - Marcel Sgualdo - Charles Henzen - Gaston Furrer - René Huguenin - Peter Aeschlimann - René Berra - Jacques Pousaz |  | - Heini Jenni - Hans Keller - Michel Turler - Paul Probst - Gérard Dubi - Francis Reinhard - Anton Neininger - Guy Dubois - Peter Lehmann |

Reprezentacja Szwajcarii w rundzie finałowej uległa reprezentacji Stanów Zjednoczonych 1:5 i tym samym wzięła udział w rozgrywkach grupy "pocieszenia" turnieju olimpijskiego w którym zajęła 4. miejsce. Ostatecznie reprezentacja Szwajcarii została sklasyfikowana na 10. miejscu.

#### Runda kwalifikacyjna
| 4 lutego 1972 | Stany Zjednoczone | 5:1 | Szwajcaria |  |

| Godzina: 14:00 |  | (2:1, 1:1, 2:1) |  |  |

### Grupa pocieszenia
| Drużyna    | M | Mecze | Mecze | Mecze | Bramki | Bramki | Bramki | Pkt |
| Drużyna    | M | W     | R     | P     | +      | -      | +/-    | Pkt |
| ---------- | - | ----- | ----- | ----- | ------ | ------ | ------ | --- |
| RFN        | 4 | 3     | 0     | 1     | 22     | 10     | +12    | 6   |
| Norwegia   | 4 | 3     | 0     | 1     | 16     | 14     | +2     | 6   |
| Japonia    | 4 | 2     | 1     | 1     | 17     | 16     | +1     | 5   |
| Szwajcaria | 4 | 0     | 2     | 2     | 9      | 16     | -7     | 2   |
| Jugosławia | 4 | 0     | 1     | 3     | 9      | 17     | -8     | 1   |

Wyniki
| 6 lutego 1972 | Szwajcaria | 0:5 | Niemcy |  |

| Godzina: 16:00 |  | (0:2, 0:0, 2:1) |  |  |

| 7 lutego 1972 | Szwajcaria | 3:3 | Japonia |  |

| Godzina: 14:45 |  | (1:1, 0:2, 2:0) |  |  |

| 10 lutego 1972 | Szwajcaria | 3:3 | Jugosławia |  |

| Godzina: 14:00 |  | (1:3, 1:0, 1:0) |  |  |

| 12 lutego 1972 | Szwajcaria | 3:5 | Norwegia |  |

| Godzina: 14:00 |  | (0:0, 2:1, 1:4) |  |  |

### Łyżwiarstwo figurowe
| Zawodnik         | Konkurencja | Nota   | Pozycja |
| ---------------- | ----------- | ------ | ------- |
| Charlotte Walter | Solistki    | 2467,3 | 9.      |

### Narciarstwo alpejskie
Mężczyźni
| Zawodnik         | Konkurencja | Konkurencja | Konkurencja       | Konkurencja       | Konkurencja              | Konkurencja              | Konkurencja               | Konkurencja               | Konkurencja               | Konkurencja               |
| Zawodnik         | Zjazd       | Zjazd       | Slalom gigant     | Slalom gigant     | Slalom gigant            | Slalom gigant            | Slalom specjalny          | Slalom specjalny          | Slalom specjalny          | Slalom specjalny          |
| Zawodnik         | Czas        | Pozycja     | Czas 1. przejazdu | Czas 2. przejazdu | Czas łączny              | Pozycje                  | Czas 1. przejazdu         | Czas 2. przejazdu         | Czas łączny               | Pozycja                   |
| ---------------- | ----------- | ----------- | ----------------- | ----------------- | ------------------------ | ------------------------ | ------------------------- | ------------------------- | ------------------------- | ------------------------- |
| Bernhard Russi   | 1:51,43     | złoto       |                   |                   |                          |                          |                           |                           |                           |                           |
| Roland Collombin | 1:52,07     | srebro      |                   |                   |                          |                          |                           |                           |                           |                           |
| Andreas Sprecher | 1:53,11     | 4.          |                   |                   |                          |                          | Nie ukończył 1. przejazdu | Nie ukończył 1. przejazdu | Nie ukończył 1. przejazdu | Nie ukończył 1. przejazdu |
| Walter Tresch    | 1:53,19     | 6.          | 1:35,86           | 1:38,89           | 3:14,75                  | 14.                      | 57,90                     | 55,61                     | 1:53,51                   | 13.                       |
| Edmund Bruggmann |             |             | 1:33,43           | 1:37,32           | 3:10,75                  | srebro                   | 57,49                     | 54,54                     | 1:52,03                   | 8.                        |
| Werner Mattle    |             |             | 1:33,44           | 1:37,55           | 3:10,99                  | brąz                     |                           |                           |                           |                           |
| Adolf Rösti      |             |             | 1:33,27           | Dyskwalifikacja   | Nie ukończył konkurencji | Nie ukończył konkurencji | 58,08                     | 56,08                     | 1:54,16                   | 15.                       |

Kobiety
| Zawodniczka           | Konkurencja | Konkurencja | Konkurencja               | Konkurencja               | Konkurencja                | Konkurencja                | Konkurencja                | Konkurencja                |
| Zawodniczka           | Zjazd       | Zjazd       | Slalom gigant             | Slalom gigant             | Slalom specjalny           | Slalom specjalny           | Slalom specjalny           | Slalom specjalny           |
| Zawodniczka           | Czas        | Pozycja     | Czas                      | Pozycja                   | Czas 1. przejazdu          | Czas 2. przejazdu          | Czas łączny                | Pozycja                    |
| --------------------- | ----------- | ----------- | ------------------------- | ------------------------- | -------------------------- | -------------------------- | -------------------------- | -------------------------- |
| Marie-Theres Nadig    | 1:36,68     | złoto       | 1:29,90                   | złoto                     | Nie ukończyła 1. przejazdu | Nie ukończyła 1. przejazdu | Nie ukończyła 1. przejazdu | Nie ukończyła 1. przejazdu |
| Bernadette Zurbriggen | 1:39,49     | 7.          | 1:34,17                   | 18.                       | Nie ukończyła 1. przejazdu | Nie ukończyła 1. przejazdu | Nie ukończyła 1. przejazdu | Nie ukończyła 1. przejazdu |
| Marianne Hefti        | 1:40,38     | 12.         |                           |                           |                            |                            |                            |                            |
| Silvia Stump          | 1:40,92     | 18.         | Nie ukończyła konkurencji | Nie ukończyła konkurencji | 49,19                      | Nie ukończyła 2. przejazdu | Nie ukończyła 2. przejazdu | Nie ukończyła 2. przejazdu |
| Rita Good             |             |             | Dyskwalifikacja           | Dyskwalifikacja           | Nie ukończyła 1. przejazdu | Nie ukończyła 1. przejazdu | Nie ukończyła 1. przejazdu | Nie ukończyła 1. przejazdu |

### Skoki narciarskie
Mężczyźni
| Konkurencja            | Skoczek            | Skok 1    | Skok 1 | Skok 2    | Skok 2 | Nota  | Pozycja |
| Konkurencja            | Skoczek            | odległość | Nota   | odległość | Nota   | Nota  | Pozycja |
| ---------------------- | ------------------ | --------- | ------ | --------- | ------ | ----- | ------- |
| Skocznia normalna K-86 | Walter Steiner     | 79,0      | 110,6  | 76,0      | 106,8  | 217,4 | 14.     |
| Skocznia normalna K-86 | Ernst von Grünigen | 78,0      | 109,5  | 74,5      | 102,9  | 212,4 | 16.     |
| Skocznia normalna K-86 | Hans Schmid        | 76,5      | 106,6  | 73,5      | 102,3  | 208,9 | 22.     |
| Skocznia normalna K-86 | Sepp Zehnder       | 76,0      | 105,8  | 72,0      | 97,9   | 203,7 | 28.     |
| Skocznia duża K-110    | Walter Steiner     | 94,0      | 101,6  | 103,0     | 118,2  | 219,8 | srebro  |
| Skocznia duża K-110    | Sepp Zehnder       | 92,5      | 97,0   | 84,0      | 84,1   | 181,1 | 22.     |
| Skocznia duża K-110    | Hans Schmid        | 94,5      | 101,8  | 89,0      | 54,6   | 156,4 | 42.     |
| Skocznia duża K-110    | Ernst von Grünigen | 82,0      | 79,8   | 78,0      | 73,2   | 153,0 | 44.     |